# Duquesne (1853)
Pour les articles homonymes, voir Duquesne (navire).
Le Duquesne est un navire à voile et à vapeur de classe Tourville de 90 canons de la marine française.
Il porte le nom d'Abraham Duquesne.

## Histoire
Il participe aux combats de la mer Baltique lors de la guerre de Crimée et bombarde Sweaborg le 10 août 1855. Il prend part ensuite à l'intervention française au Mexique en tant que navire de transport de troupes.
Il est utilisé comme caserne jusqu'en 1887.